# Hồ sơ FinCEN
Hồ sơ FinCEN bao gồm hơn 2100 báo cáo về các giao dịch đáng ngờ về rửa tiền bị rò rỉ từ Cơ quan Chống rửa tiền Hoa Kỳ Mạng lưới Thực thi Tội phạm Tài chính (FinCEN), được công bố vào tháng 9 năm 2020. Các tài liệu ghi lại các giao dịch ngân hàng của các ngân hàng quốc tế lớn với những khách hàng có rủi ro cao với số tiền khoảng 1,69 ngàn tỷ Euro. Khi làm như vậy, các ngân hàng đã qua mặt các cơ chế chống rửa tiền và do đó làm cho tham nhũng và tội phạm có thể xảy ra.

## Báo cáo nghi ngờ rửa tiền bị rò rỉ
Các tài liệu bị rò rỉ của Bộ Tài chính Hoa Kỳ cho thấy làm thế nào một số các ngân hàng thí dụ như là JP Morgan, Deutsche Bank, HSBC Private Bank (Thụy Sĩ) và các ngân hàng khác đã có các người bị nghi ngờ là thành viên của Mafia, những kẻ lừa đảo và các đầu sỏ kinh doanh bị trừng phạt là khách hàng và thực hiện chuyển khoản tiền tổng cộng hàng ngàn tỷ dollar cho họ. Các ngân hàng rất chần chừ khi báo cáo những sự kiện này, trong một số trường hợp đã trễ đến cả hàng năm. Dữ liệu được nghiên cứu và công bố một phần vào tháng 9 năm 2020 bởi một mạng lưới các phương tiện truyền thông của Hoa Kỳ và Đức.
Các tài liệu là hàng nghìn trang báo cáo các giao dịch đáng nghi ngờ đã được phân loại là rửa tiền bí mật. Tại Đức, NDR, WDR, “ Süddeutsche Zeitung ” (SZ) là đối tác của “ Buzzfeed News ”. Khảo sát cho thấy những kẻ rửa tiền, tập đoàn ma túy hoặc các chính trị gia tham nhũng dễ dàng tiếp cận thị trường tài chính quốc tế như thế nào. Bất chấp các quy định nghiêm ngặt về chống rửa tiền, các ngân hàng quốc tế đã chấp nhận những kẻ bị cáo buộc là thành viên Mafia, những kẻ lừa đảo hàng triệu và những kẻ đầu sỏ kinh doanh bị trừng phạt làm khách hàng và thực hiện chuyển ngân trị giá hàng tỷ dollar cho những người này. Họ chỉ báo cáo những quá trình này một cách rất chậm trễ, trong một số trường hợp là trễ nhiều năm.
Tổng quát, theo các phương tiện truyền thông liên quan, "Hồ sơ FinCEN" bao gồm hơn 2100 báo cáo giao dịch đáng ngờ là rửa tiền từ năm 2000 đến năm 2017. Tổng số lượng giao dịch là khoảng hai nghìn tỷ đô la (1,69   Nghìn tỷ euro; Tháng 9 năm 2020).

## Sự tham gia của các ngân hàng quốc tế
Một số ngân hàng lớn nhất thế giới, bao gồm Deutsche Bank, ngân hàng lớn nhất của Mỹ JP Morgan và HSBC của Thụy Sĩ, sẽ tiếp tục kiếm lợi nhuận với những khách hàng đáng nghi ngờ, mặc dù và ngay cả sau khi họ đã bị trừng phạt ở Hoa Kỳ vì vi phạm rửa tiền. Trong nhiều trường hợp, các ngân hàng đã làm hại cả các tiêu chuẩn chống rửa tiền của chính họ, chẳng hạn như khi kiểm tra khách hàng mới. Ví dụ, mặc dù họ có nghĩa vụ phải làm như vậy, nhưng họ thường không thể làm rõ tiền hoặc tài sản thuộc về ai, người mà đã ký gửi với họ thay mặt cho các công ty hộp thư.
Tagesschau.de bình luận rằng vụ rò rỉ cũng đang gây khó khăn cho Deutsche Bank để giải thích vụ việc. Theo các nhà điều tra Mỹ, tội phạm Nga và một người làm việc rửa tiền cho các nhóm khủng bố đã rửa tiền trong số những chi nhánh khác, chi nhánh của ngân hàng ở Moscow. Một công ty được cho là của Igor Putin - em họ của Tổng thống Nga Vladimir Putin - có dính líu đến các dòng tiền bất hchính. Ngân hàng Deutsche Bank nêu ra các quy trình theo yêu cầu là "hành vi phạm tội của các cá nhân", đã được điều tra sâu rộng, được báo cáo với cơ quan giám sát và hậu quả cá nhân được đưa lên cấp hội đồng quản trị. Tổng cộng, ngân hàng được cho là phải chịu trách nhiệm cho 62 % các giao dịch được phát hiện.
Theo nghiên cứu, Giám đốc điều hành của Deutsche Bank, Christian Sewing, cùng chịu trách nhiệm về việc những kẻ rửa tiền không bị phát hiện, có thể đã sử dụng Deutsche Bank để thực hiện các giao dịch chứng khoán đáng ngờ. Trước khi được bổ nhiệm vào Hội đồng quản trị, Sewing là Trưởng phòng Kiểm toán Doanh nghiệp. Từ năm 2014 trở đi, bộ phận của ông đã điều tra các quy trình liên quan đến giao dịch chứng khoán đáng nghi ở Nga. Bộ phận này đã xem xét và phê duyệt các giao dịch với Nga.